# Масований ракетний обстріл України 24 квітня 2025
24 квітня 2025 року у рамках російського вторгнення в Україну російські військові завдали масованого ракетного удару по містах України із застосуванням крилатих та балістичних ракет (Х-101, Іскандер-М/Іскандер-К, KN-23, Калібр та Х-59/Х-69), а також ударних безпілотників. Внаслідок російської атаки постраждали місто Київ, Харків, Запоріжжя, а також Київська, Харківська, Дніпровська, Житомирська, Хмельницька, Полтавська та Сумська область.

## Наслідки удару

### Київ

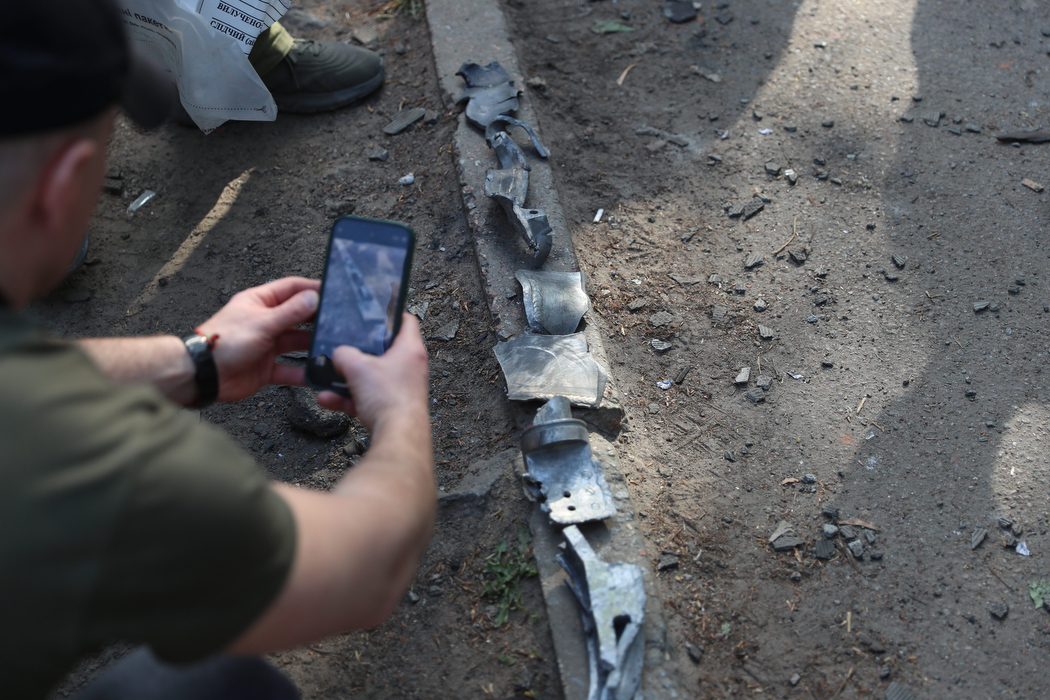
Залишки ракети, що вдарили по Києву 24 квітня 2025

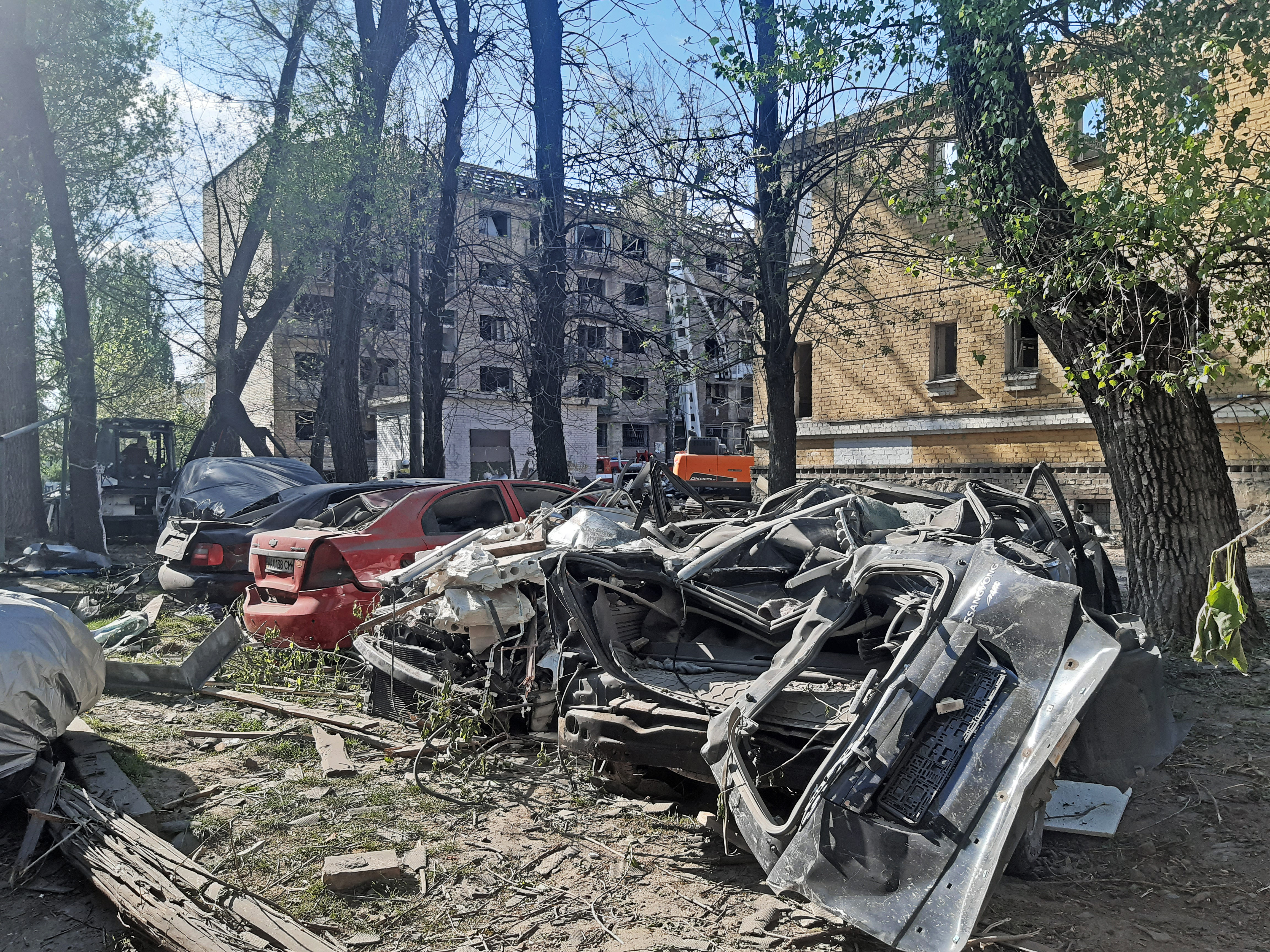
Наслідки російської атаки 24.04.2025

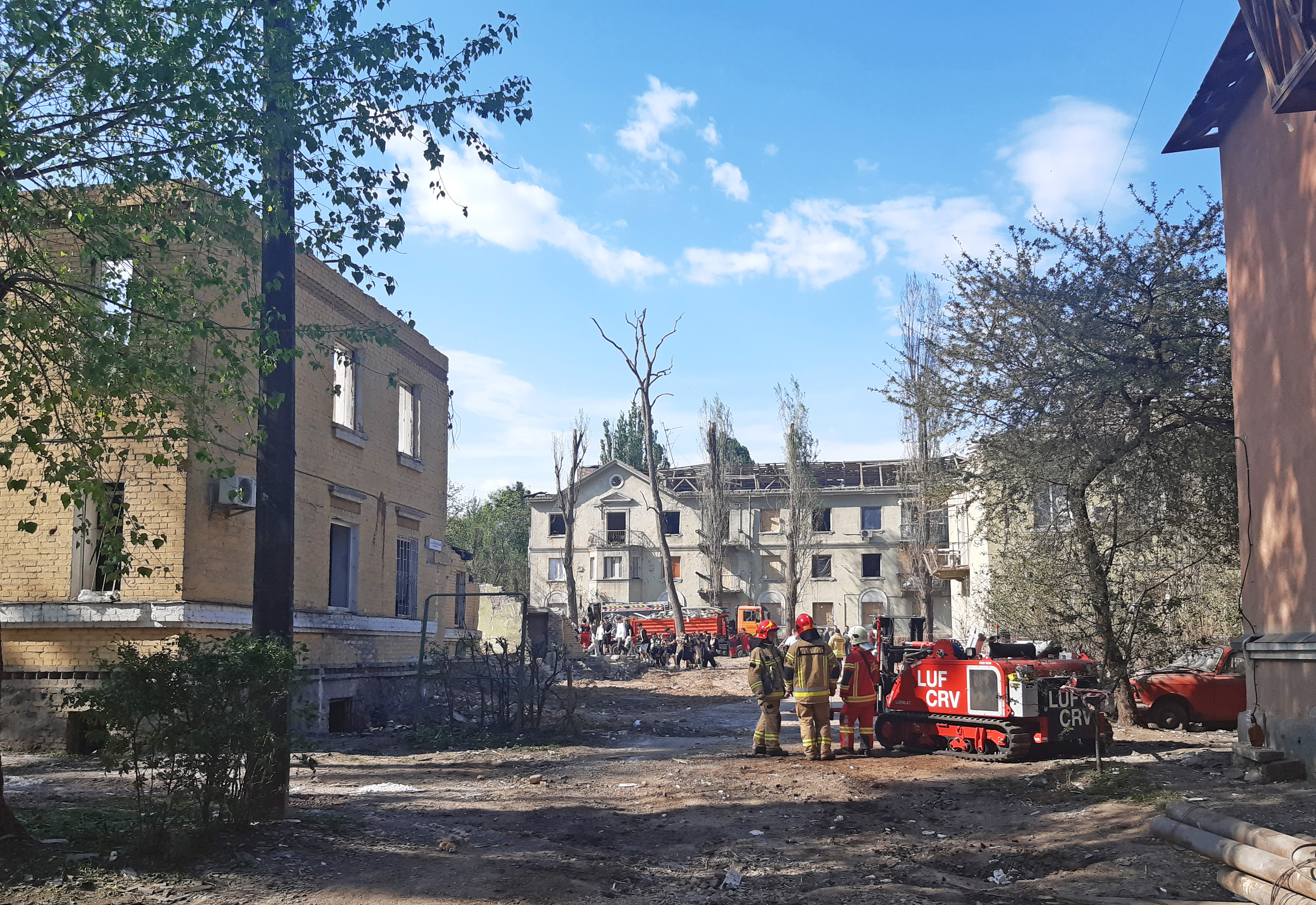
Розчищення руїн після російської атаки

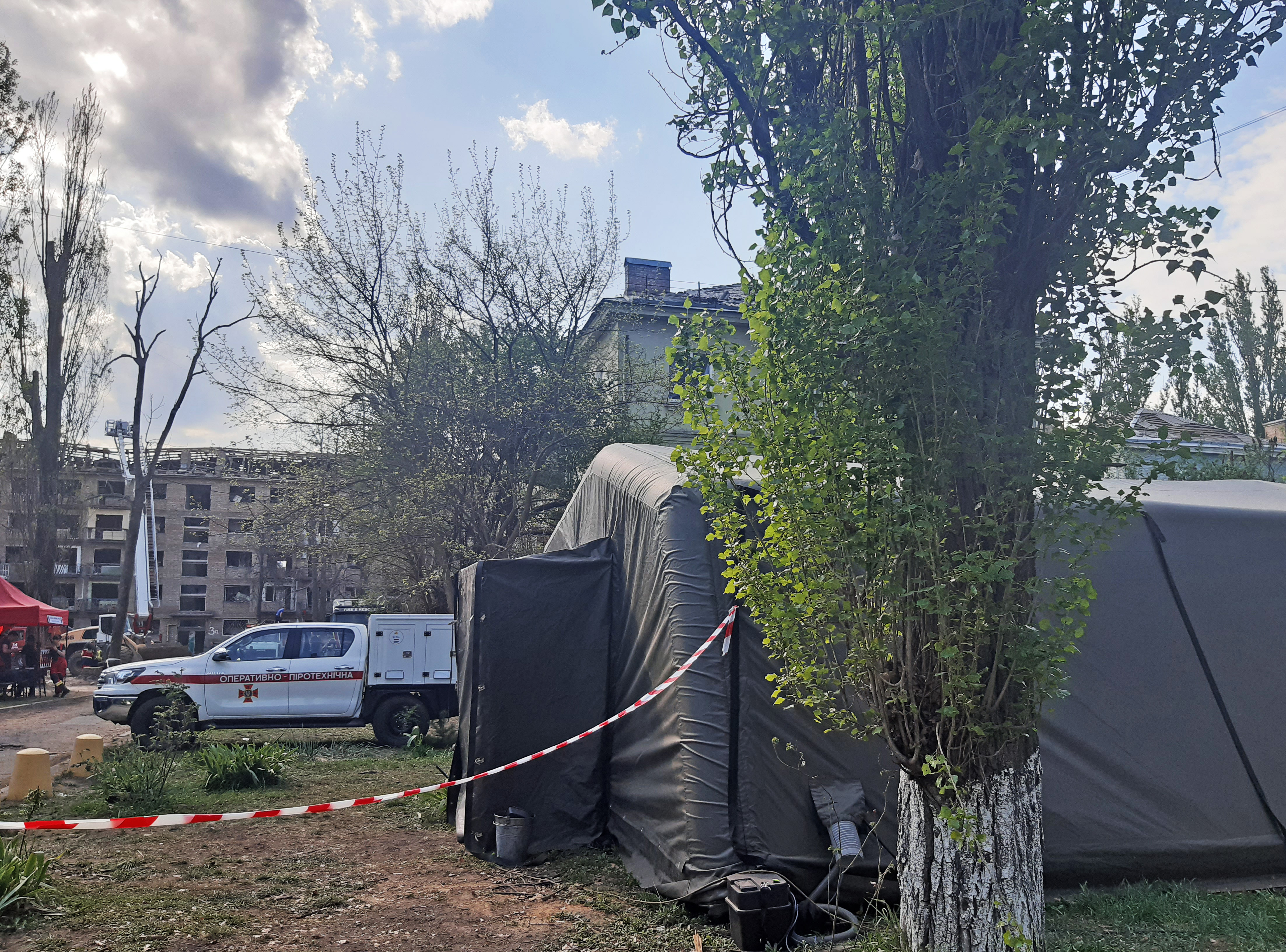
Пункти допомоги постраждалим унаслідок російської атаки

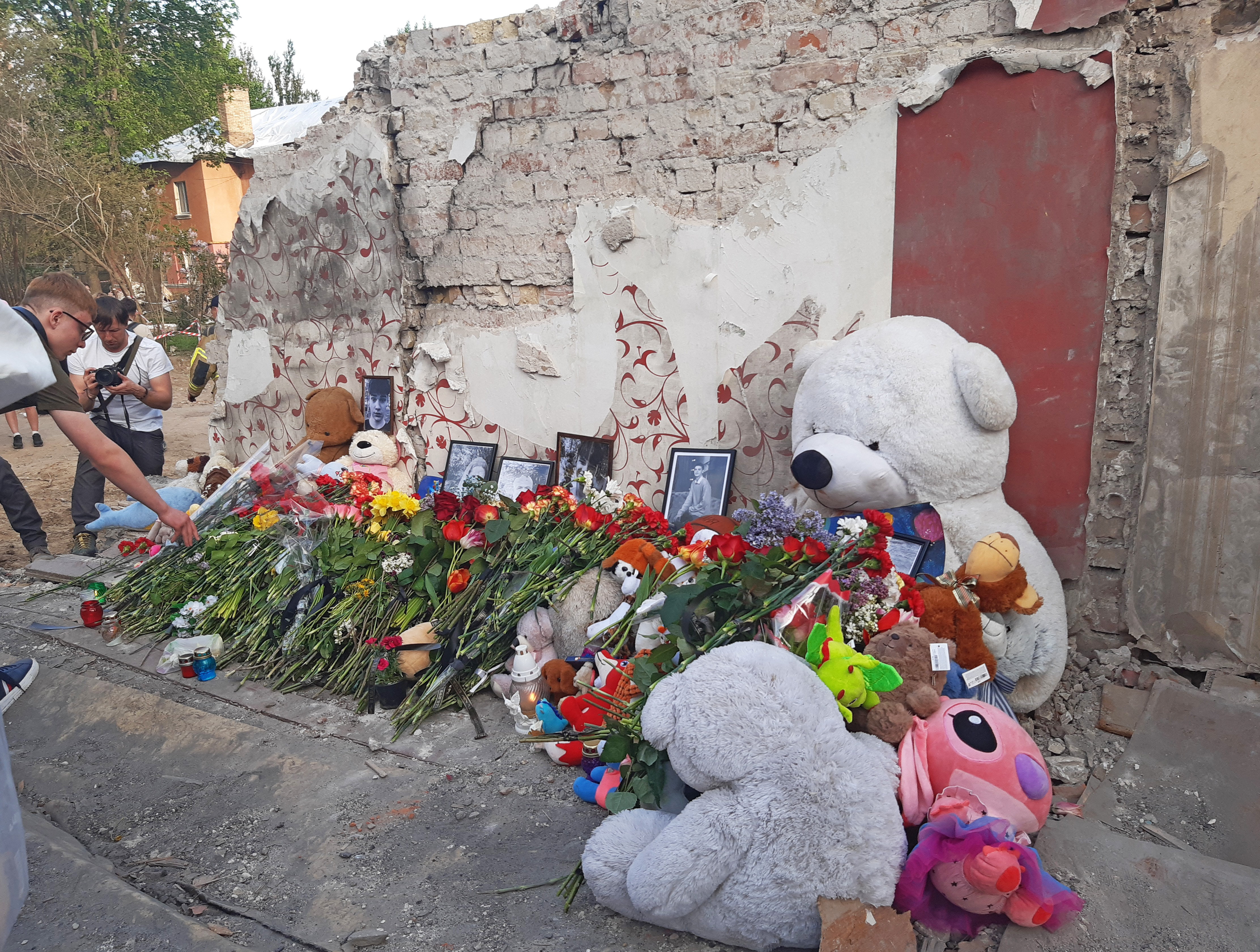
Вшанування загиблих у Кременецькому провулку (Київ) після російської атаки 24 квітня 2025

Київ постраждав найбільше: рятувальники працювали на 13 локаціях. За припущеннями експертів, росіяни завдали удару зокрема північнокорейською балістичною ракетою KN-23 (KN-23A).
Станом на 13:30 28 квітня зафіксовано 13 загиблих внаслідок російського удару. Ще понад 90 людей постраждали.
Трагічні наслідки в Святошинському районі. Там під завалами зруйнованого будинку опинилися його мешканці. Також пошкоджено Центральний палац одружень у Києві. 25 квітня в Києві було оголошено днем жалоби. Президент Володимир Зеленський, посадовці й дипломати відвідали місце атаки у Святошинському районі та вшанували пам'ять загиблих.

### Київська область
У Бучанському районі пошкоджено три п'ятиповерхові житлові будинки. На даху одного з них була ліквідована пожежа. Також пошкоджено 4 магазини, 8 автомобілів та зупинку громадського транспорту.
У Броварському та Вишгородському районах приборкано займання сухостою та лісової підстилки. Крім того, у Вишгородському районі пошкоджено складське приміщення та три автомобілі.

### Харків
14 ворожих БПЛА та 11 ракет різних типів заходили на місто хвилями та з кількох напрямків. Постраждало шестеро людей, зокрема дитина. Внаслідок ударів було пошкоджено багатоповерхові та приватні будинки, навчальний заклад та об'єкти інфраструктури.
Внаслідок одного з ударів, що прийшовся по Новобаварському району, вибиті вікна у прилеглих багатоповерхівках. Також є інформація про пошкодження приватних будинків в Основ'янському районі.

### Житомирська область
На Житомирську область було завдано повторного удару по підрозділу ДСНС, який прибув на місце гасіння пожежі. Постраждав 39-річний рятувальник.

### Сумська область
Близько 04:00 год ЗС РФ атакували 4 дронами-камікадзе типу «Герань-2» сільськогосподарське підприємство в Недригайлівській громаді Роменського району. Постраждали дві людини.

### Хмельницька область
Внаслідок атаки сталося загоряння, яке ліквідували підрозділи ДСНС. Пошкоджено газорозподільний пункт (без припинення постачання газу), дахи двох житлових будинків, вікна та двері у п'яти квартирах багатоквартирного будинку. Також зафіксовано пошкодження літнього майданчика парку культури та відпочинку.
Один чоловік зазнав поранення ноги легкого ступеня — його доставлено до лікарні. Також неповнолітня зазнала порізу ноги склом, госпіталізація не знадобилася.

## Реакції на обстріл
- Президент Володимир Зеленський назвав нічну атаку Росії на Київ однією з найскладніших і пов’язав її з прагненням Росії тиснути на США. Про це він сказав на спільній з президентом ПАР Сирілом Рамафосою пресконференції за підсумками переговорів в Преторії. "Сьогоднішня атака, безумовно, одна з найскладніших, найнахабніших з боку Росії. 215, якщо я не помиляюсь, зафіксовано ударних дронів, балістичних та інших ракет по цивільній інфраструктурі, по людях, по житловому сектору, по різній інфраструктурі. Тобто, це серйозний удар", - заявив він.[18]
- У Москві вважають "українською пропагандою" інформацію про численні жертви серед цивільного населення у Києві в результаті російської ракетно-дронової атаки. Відповідну заяву зробив речник Кремля Дмитро Пєсков. "Ні, це не так. Українська сторона продовжує свою пропаганду. Наші військові продовжують "СВО" (так в Росії називають геноцидну війну проти українського народу - ред.). Було пасхальне перемир'я, воно закінчилося. Це перемир'я неодноразово порушувалося українською стороною. Наразі наші військові продовжують виконання своїх завдань, які поставлені перед ними верховним головнокомандувачем. У рамках цього по військовим та навколовоєнним цілям продовжують завдавати ударів", - заявив прессекретар Володимира Путіна.
- Президент США Дональд Трамп відреагував на масований удар по столиці України: "Я не задоволений російськими ударами по Києву. Це не було необхідно, і дуже невчасно. Владімір, зупинись! 5000 солдатів щотижня гинуть. Давайте укладемо мирну угоду!".[19]
- Через чергові російські удари по цивільному населенню України Організація з безпеки та співробітництва в Європі скликає спеціальну постійну раду, заявивши про необхідність притягнути РФ до відповідальності для досягнення справедливого миру.[20]
- Після масованого ракетного удару Росії по Україні президент Франції Емманюель Макрон закликав міжнародну спільноту не забувати, хто є справжнім винуватцем війни. Він наголосив, що "гнів США має бути спрямований виключно на Путіна". "Ми виступаємо за суверенітет і територіальну цілісність, поважаючи міжнародне право. Ми продовжуватимемо захищати право українського народу жити в мирі на своїй території та в межах своїх міжнародно визнаних кордонів", – зазначив він.[21]